# Lumigny-Nesles-Ormeaux
Lumigny-Nesles-Ormeaux é uma comuna francesa localizada na região administrativa da Île-de-France, no departamento Sena e Marne. A comuna possui 1178 habitantes segundo o censo de 1990.